# Hombre lobo: el Apocalipsis
Hombre lobo: el Apocalipsis (en inglés: Werewolf: The Apocalypse) es un juego de rol creado por Mark Rein-Hagen. Es parte de la serie de juegos que describen las diferentes criaturas sobrenaturales del mundo conocido como Mundo de Tinieblas, el segundo después de Vampiro: la Mascarada y es publicado por la compañía White Wolf Game Studio.
En el juego, los jugadores interpretan el papel de unos hombres lobo llamados Garou (llamados en su lengua natal). Estos hombres lobo son guerreros de Gaia (la Madre Tierra) que están atrapados en una guerra contra la desolación espiritual de la civilización urbana y las fuerzas sobrenaturales de corrupción que buscan traer el Apocalipsis (la llegada del fin del mundo), que anuncia la destrucción del auténtico rol. Los suplementos del juego detallan a los otros cambiaformas.
El juego tiene lugar en la Edad Contemporánea, en un mundo gótico punk parecido al nuestro pero más oscuro, y fue el segundo de un conjunto de juegos que describen las diferentes criaturas sobrenaturales del mundo y que recibe el nombre de Mundo de Tinieblas. Su título sucesor dentro de la línea Chronicles of Darkness, Werewolf: The Forsaken fue lanzado el 14 de marzo de 2005 y la quinta edición del juego está en desarrollo. Los libros se han reimpreso desde 2011 como parte de la línea Classic World of Darkness. Moonstone Books publicó trimestralmente una serie de cómics de 48 páginas a partir de noviembre de 2001.

## Universo del juego

### Ambientación
La premisa básica del juego es que los personajes jugadores son Garou, u hombres lobo que han recibido cierto entrenamiento y han logrado un rito de iniciación. Después de esto, avanzan de rango trabajando juntos para ganar fama. El juego se desarrolla en un mundo ficticio donde hombres lobo, vampiros y otras criaturas legendarias viven en secreto junto a los humanos. Este escenario es un reflejo oscuro del mundo real lleno de corrupción, apatía, violencia y desesperanza. El escenario también se describe como "gótico-punk".
La batalla de los Garou para mantener este mundo antes de que toda la negatividad conduzca a un colapso total, el "Apocalipsis" titular. Lo ocultan del ojo público y viven en secreto para la humanidad en general. En su guerra, los Garou a menudo cazan y matan a humanos y criaturas sobrenaturales que persiguen activamente el Apocalipsis o contribuyen involuntariamente a él, debido a su naturaleza parasitaria. Esto incluye a los Garou caídos, vampiros, espíritus malignos, magos y humanos (y otras criaturas) poseídos por demonios. Al hacerlo, los Garou se consideran a sí mismos como el sistema inmunológico del planeta.
Otros temas del juego incluyen la incapacidad de los Garou de vivir como humanos, aunque nacieron en forma humana debido a "la maldición"; e interacción con espíritus que están separados del mundo físico en un reino al que los Garou pueden entrar. Esto es parte de una ornamentada mitología de juegos.

### Formas que pueden adoptar
Los Garou poseen cinco formas, desde el lobo al humano, pasando por dos formas intermedias y la más conocida, Crinos, la típica de los hombres lobo. Los nombres de las 5 formas son denominadas por los propios hombres lobo como: Homínido (Forma humana), Glabro (Casi humano, el Garou aumenta en tamaño y masa corporal), Crinos (Forma de combate, la típica imagen de un hombre lobo), Hispo (Casi lobo, como una versión temible de lobo prehistórico), Lupus (Forma lupina). 
Todos los Bête (otras razas cambiaformas) poseen más de dos formas, apartándose de la creencia popular de que los Hombres-Bestia sólo poseían una forma más aparte de la humana.

### Razas
Los hombres lobo pueden nacer de padre o madre humanos, lobos, u hombres lobo. Si un Garou nace de madre loba será un Lupus, y si un Garou nace de una madre humana será un Homínido. A los Garou nacidos de la unión de dos hombres lobo se les llama Metis; esta unión está prohibida por Gaia y los cachorros nacen deformes (física o psicológicamente) y son estériles.

### Auspicios
El auspicio de un hombre lobo es la fase lunar bajo la que nació. Aunque parece sencillo, el auspicio tiene una gran influencia en la vida del Garou, pues determina en gran medida su comportamiento, sus poderes, y sus aptitudes innatas. Hay cinco auspicios, según la luna esté en fase de luna nueva, creciente, media, gibosa (más que media y menos que llena) y llena.
- Luna nueva: Ragabash. Ladrones, espías, pícaros, embaucadores. Se divierten jugando con los límites de las leyes, bromistas por naturaleza, buenos en esconderse, conocer secretos y de habla fácil.

Sólo un verdadero estúpido ignora la sabiduría que se oculta tras el disfraz del embaucador: Lleva la alegría a los corazones airados y la humildad a aquellos que necesitan una buena dosis de ella. Además, la Luna Nueva suele poseer una astuta perspicacia que le convierte en un respetable consejero (o cómplice). El Ragabash ocupa un extraño lugar en la sociedad de los hombres lobo. Son muchos los que recelan de sus imprevisibles gestos y su peculiar sentido del humor, aunque suelen darle la bienvenida y carta blanca en la vida diaria del clan. La Luna Nueva disfruta de una extraña flexibilidad dentro de las estructuras normalmente rígidas de la sociedad Garou. Siempre que hay tensión en el ambiente, el Ragabash la disipa, aunque se arriesgue a que una garra se abalance sobre su risueña garganta. Posee un valor diferente al del guerrero, muy valorado por los Ancianos más inteligentes.
Es el que "pone en duda los métodos", el Ragabash tiene la obligación de ser el abogado del diablo. Ser un Luna Nueva es algo más que tener carta blanca para hacer travesuras o no respetar la autoridad: es una verdadera responsabilidad. El Ragabash no debe poner en duda las tradiciones ni las leyes a la ligera, sino que debe estar bien informado para transmitir su punto de vista. No basta con sembrar la duda sobre el comunicado de un Anciano; el Ragabash tiene que contar con un argumento sólido para poder defender su opinión. Su trabajo consiste en asegurarse de que sus compañeros conozcan las dos caras de cada asunto y sepan que están tomando la decisión correcta, no la más obvia. Por supuesto, como el Ragabash domina la astucia, las tácticas insidiosas y los Dones sutiles, también tiene ciertas responsabilidades como mensajero, saboteador o incluso, como asesino. La Luna nueva es la luna del sigilo, y sus hijos tienen que utilizarlo para el bien de los Garou. 
- Luna creciente: Theurge. Místicos, médiums, tienen una conexión con el mundo espiritual y recuerdan vidas pasadas. Son muy buenos detectando otros seres sobrenaturales, tienen precogniciones, con sueños proféticos y son capaces de hablar con los espíritus de un modo mucho más innato.

Cuando la luz más débil de Selene brilla sobre su hermana Gaia, revela secretos sobre los espíritus y sus inmensos reinos. El Theurge es el hijo de la luna creciente y quien mejor conoce los caminos de la Umbra y sus habitantes. Algunos consideran que estos videntes son los soñadores de los hombres lobo y muchos parecen estar bastante distanciados de sus hermanos. Pueden ver y oír cosas que otros no pueden, como si vivieran tanto en el mundo físico como en el mundo espiritual. Debido a su extraña soledad, el Theurge mantiene un puesto importante en cualquier manada. Sin él, los hombres lobo olvidarían el lado espiritual de su naturaleza. Si no les orientaran sus sueños y visiones, avanzarían a ciegas y perdidos.
El Theurge suele ser el maestro del rito de su manada, pues es el que conoce más ritos y el que está más cualificado para celebrarlos. También suele negociar con los espíritus con los que tropieza, pues es quien tiene más posibilidades de conocer su idioma y comprender su extraño modo de pensar. Los Dones de la luna creciente le ayudan en estos cometidos, aunque es necesario tener cierto tipo de mentalidad para aprender a "pensar" como los espíritus. Cuanta más afinidad siente un Theurge por los espíritus aliados, más extraños le resultan aquellos que piensan de forma más física.
- Media luna: Philodox. Jueces, guardianes de la letanía. Velan por el equilibrio en todos los ámbitos de la vida Garou. Son respetados por sus grandes conocimientos y su palabra zanja discusiones. Implacables ante decisiones tomadas. Grandes líderes, ya que, poseen a partes iguales la cólera de Gaia y su sabiduría, por ello evalúan la situación antes de actuar y toman el mejor rumbo.

La media luna refleja la dualidad de la naturaleza Garou: lobo y humano, carne y espíritu, furia y sabiduría, oscuridad y luz. El Philodox es el consejero, el mediador y el guardián de la ley de la manada. Del mismo modo que un Ragabash vive para reírse, un Philodox nace con la sabiduría y los deseos de juzgar imparcialmente las acciones de su pueblo, ya sean brillantes o desagradables. Intenta resolver todas las disputas que aparecen en su camino, pues ese es el papel que Selene ha reservado para él. En tiempos de paz, el Philodox de mayor rango suele ser el líder de la manada. En tiempos de guerra, puede ceder su capa al Galliard o Ahroun de mayor rango. Un Media Luna sabio no guarda rencor por ello y comprende que renunciar al puesto de líder es lo mejor. Debido a la competitividad de los hombres lobo, este comportamiento refleja perfectamente sus deseos de equilibrio y orden.
El Philodox suele adoptar la posición de alfa de su manada, aunque normalmente es un Ahroun quien la dirige en tiempos de guerra. Ocupe o no el liderazgo, de él se espera que sea imparcial; un Media Luna no puede favorecer a ninguno de sus compañeros de manada. El Philodox también tiene la responsabilidad de recordar en todo momento las leyes Garou; si un compañero está a punto de quebrantar la Letanía, el Philodox tiene que ser el primero en darse cuenta y prevenirle. Esta responsabilidad se extiende hasta más allá de la manada: a un buen Philodox le preocupa el honor de todos y cada uno de los hombres lobo con los que tropieza. Por supuesto, a medida que se acerca el Apocalipsis, los Media Luna más comprometidos están perdiendo la ilusión.
- Luna gibosa: Galliard. Bardos, narradores de historias. Inspiran a sus hermanos antes de las batallas, durante ellas y tras ellas. Recuerdan grandes hazañas de grandes héroes con las que enseñan importantes lecciones. Atesoran el saber que sólo puede transmitirse de labios de un Garou a oídos de otro. Cercanos a la luna llena, también son un enemigo a temer.

El Galliard, el amado de la cercana luna llena, encarna la alegría en sus canciones, historias y poemas. La belleza de la cara gibosa de Selene le inspira a realizar grandes proezas en el campo de batalla y alrededor de las hogueras de los consejos. A través de la sabiduría que transmite de generación en generación, mantiene con vida eternamente las tradiciones de los hombres lobo. Cuando las garras de una manada son necesarias para la batalla, un Galliard puede hacer que olvide la lástima y el pesar que siente por sí misma, y si es necesario, puede conseguir que el Philodox más indigesto llore hasta la última de sus lágrimas con la misma facilidad. El entretenimiento del Galliard adopta diversas formas: puede ser un danzante, un narrador, un músico o un poco de todo a la vez. Cuando la paz se convierte en guerra, el Danzante Lunar puede dirigir la manada; cuando vuelve la calma, canta endechas por los caídos y epopeyas por los bravos supervivientes que todavía caminan por los lugares sagrados de Gaia.
El papel del Galliard es delicado. Tiene que ser el guardián de la sabiduría de su manada, conocer bien la historia Garou y ser capaz de enseñar a los demás a aprender de los errores del pasado. También es quien, en los consejos, narra las proezas de valor, sabiduría y honor de sus compañeros, asegurándose de que sus esfuerzos reciben la recompensa adecuada. En muchos casos, el Galliard es quien negocia con los mortales, del mismo modo que el Theurge pacta con los espíritus y el Philodox razona con otros Garou. Un Galliard de talento posee una buena memoria, una gran capacidad de oratoria y un espíritu valiente; su trabajo no es fácil, y para realizarlo, necesita todo el talento que pueda reunir.
- Luna llena: Ahroun. Guerreros, la fuerza de Gaia. Estos Garou poseen una rabia desmedida que los hace temibles en combate. Rápidos en enzarzarse, se sienten cómodos en el fragor de la batalla. Muchos lucen con orgullo cicatrices de guerra y siempre están preparados para atacar. Sus habilidades en combate son inigualables.

El Guerrero disfruta de todo el resplandor de Selene, de la luz plateada que ilumina su inmensa Rabia. No duda en asestar golpes fatales; es más, no suele saber cuándo poner fin a su matanza. Aunque los hombres lobo son luchadores, los Ahroun son los hijos de Gaia más destructivos y depravados. Incluso los más jóvenes de este auspicio son temibles. Hay pocos que sean ancianos, quizás porque los Ahroun no temen morir sirviendo a Gaia; aquellos Ancianos que sobreviven se encuentran entre los mayores hombres lobo legendarios. Un Luna Llena no conoce la cobardía, sólo su sed de batalla. Al igual que los Galliard, los Ahroun sirven de inspiración a su pueblo, pero no por sus bellas palabras, sino por sus depuradas proezas físicas y su poder. Cuando la paz se tambalea, asume las riendas del poder, pues esta es su obligación: es el primero en dirigir a su manada al combate y, si son derrotados, el último en caer.
El papel que desempeña un Ahroun en la manada es simple: tiene que ser un guerrero consumado, capaz de defender físicamente a sus compañeros más débiles y proporcionar las tácticas correctas en cualquier circunstancia. El Ahroun es la personificación de la definición de adalid de Gaia.

### Tribus
Una tribu es mucho más que un conjunto de gente con ancestros comunes... Una tribu comparte una serie de conocimientos, leyendas y obligaciones, está por encima de los territorios y de las etnias.
Estas son las tribus Garou que aún existen:
- Camada de Fenris
- Caminantes Silenciosos
- Colmillos Plateados
- Contemplaestrellas
- Fianna
- Furias Negras
- Garras Rojas
- Hijos de Gaia
- Moradores de Cristal
- Roehuesos
- Señores de las Sombras
- Uktena
- Wendigo
- Danzantes de la Espiral Negra (Anteriormente Aulladores Blancos, después de ser corrompidos por el Wyrm)
- Rōnin (Garou solitarios, sin tribu)
- Hakken (Originarios de Japón, la mayoría de los Garou niegan su existencia, puesto que son similares a los Señores de las Sombras. Sin embargo, siguen el camino del Bushido)
- Danzantes de la Piel (Poco se sabe sobre esta misteriosa tribu. Sin embargo, los Garou tienen prohibido hablar y conocer de esta tribu desconocida. Se cree que son falsos Garou debido a un ritual que ellos conocen)

Antiguamente existieron otras tribus, que ya no están:
- Croatanos (Muertos)
- Tasmanos (Muertos)
- Aulladores Blancos (Corrompidos por el Wyrm)

### La Letanía
La Letanía es un conjunto de normas universales para todos los Garou. Quien incumpla estas leyes será castigado por la repercusión de sus acciones. Todas las leyes tienen su sentido.
- Un Garou no se apareará con otro Garou.
- Combatirás al Wyrm allá donde more y críe.
- Respetarás el territorio del prójimo.
- Aceptarás una rendición honorable
- Te someterás a los de mayor posición.
- Dejarás la primera parte de la presa para el de mayor posición.
- No comerás la carne de los humanos.
- Respetarás a todos los inferiores, pues todos son de Gaia.
- No descorrerás el Velo.
- No permitirás que tu pueblo te atienda en la enfermedad.
- El líder podrá ser desafiado en tiempos de paz.
- El líder no será desafiado en tiempos de guerra.
- No realizarás ninguna acción que provoque la profanación de un túmulo.

### Historia
El origen de los Garou se pierde en la noche de los tiempos. Todas y cada una de las tribus tienen sus propios mitos y leyendas que explican por qué están aquí. Basta decir que desde que el hombre comenzó a llamarse hombre, los Garou ya estaban allí, vigilantes.

#### El Impergium
El periodo anterior al desarrollo de la agricultura por parte de los humanos se llama el Impergium. Durante unos miles de años, los Garou mantuvieron unas cuotas estrictas de población a los por aquel entonces escasos humanos. Ya percibían la amenaza potencial que éstos representaban. Todo humano que excedía los patrones impuestos, era devorado por los Garou. 

#### La Guerra de la Rabia
Nadie sabe a ciencia cierta cómo comenzó la Guerra de la Rabia.
Una historia dice que un miembro de los Colmillos Plateados nunca pudo aceptar la muerte de su mentor y fue en busca de los secretos de la resurrección de los muertos, venciendo al Oso de la Muerte, que conocían los Gurahl. Según esta historia, encontró a un Gurahl muerto que fue alzado de su tumba y pensó que era el Oso de la Muerte mencionado en ciertos relatos. Le arrancó el corazón y le hizo beber el jugo de este a su mentor muerto que días después, se alzó de la tumba como un no-muerto. El miembro de los Colmillos Plateados, al enterarse de esto, se vio obligado a destruir a su mentor. Luego de eso, los Colmillos Plateados de su clan fueron a pedir explicaciones a los Gurahl y ante la falta de respuesta de ellos, comenzó el conflicto. A partir de ahí, nadie fue capaz de detener la masacre.

#### La Segunda Guerra de la Rabia
Durante la colonización de los EE. UU. los Garou Europeos se enfrentaron con los Nativos de las Tierras Puras, los Uktenas, los Wendigos y los Croatanos. La mayoría de los túmulos de estos últimos les fueron arrebatados a manos de los Colmillos Plateados, la Camada de Fenris y los Fianna. Los terrenos del norte fueron ocupados por los Garras Rojas, confinando así a los nativos a una burda versión de lo que antes eran sus tierras.

### Antagonistas
Los enemigos de los Garou son muchos y muy numerosos. Entre estos cabe destacar por naturaleza el odio y el repudio que algunas tribus en concreto sienten por algunos feras (humanos cambia formas) y algunos otros seres, por ejemplo, los vampiros del clan Settitas quienes fueron exiliaron a la tribu de los Caminantes Silenciosos. Por ello, el odio que siente uno de la tribu de los Caminantes Silenciosos, por uno de estos vampiros será mayor que por cualquier otro vampiro u otro cambia forma.
Entre los enemigos propios cabe destacar que es el narrador quien, según la historia que quiera llevar, genera la crónica para que entren en conflicto con un tipo de enemigo X o Y en concreto, a menos claro que sea el jugador quien se pone en búsqueda de cierto tipo de enemigo para atacar, espiar o purificar.
Los más destacados son los magos, vampiros, momias, cazadores, cazadores de demonios y bestias, y hombres lobos corruptos.

### Gaia y la Triada
En la cosmogonía del juego todo forma parte de Gaia. El crecimiento de esta, tiene una unión de forma intrínseca al crecimiento de los seres vivos que hay en su interior. Por ello la vida es tanto una manifestación de Gaia como una manifestación de su gloria y la muerte es una mera transformación de su energía. Los Garou (al menos la mayoría de tribus) dedican su existencia a defender a Gaia del Apocalipsis, que significaría su destrucción.
En un nivel inferior del poder cósmico se encuentran tres grandes entidades, conocidas conjuntamente como la Triada, que pueden concebirse como las fuerzas de creación / caos  (Kaos),  crecimiento / orden  (Tejedora) y destrucción / equilibrio (Wyrm). 

#### Kaos
Kaos es la fuente de la vida y de la creatividad, es el movimiento puro, el continuo cambio de las cosas, en definitiva es el principio de la vida. Se le representa como una esfera oscura de la que salen en continuo movimiento cientos de seres e ideas que vuelven a ser reabsorbidos por ella. 

#### La Tejedora
La Tejedora es el orden y lo estático, lo complejo y lo organizado. Es la esencia del orden tanto en la naturaleza como fuera de ella. Ella es la que toma la vida que nace de Kaos y le da forma para que sea estable y pueda existir, diseñando ideas y modelos más complejos cada vez. Se la representa como una enorme araña que hila constantemente con formas geométricas perfectas. 

#### El Wyrm
El Wyrm antaño fue la fuerza del equilibrio. Su misión era destruir lo obsoleto y lo enfermo para que Gaia fuera siempre perfecta, limitando el potencial creador de Kaos que había sido ordenado por la Tejedora. Sin embargo, algo cambió y el Wyrm se volvió loco. La razón de este cambio no está especificada, ya que en la cosmogonía del juego esto pertenece al plano de la leyenda y por tanto, existen distintas versiones. Todas concuerdan en que la causa fue la destrucción por parte del Wyrm de algo que alteró el esquema de la Tejedora, aunque algunos culpan al Wyrm por destruir lo que no debía y otros a la Tejedora por romper el equilibrio. La conclusión es la misma: la Tejedora hiló alrededor del Wyrm hasta encerrarle en un capullo y después intentó restablecer todo lo destruido. El Wyrm consiguió escapar, pero salió cambiado: su confinamiento le había enloquecido y, corrupto y encolerizado, arremetió contra el mundo destruyendo a diestra y siniestra sin ni siquiera cuestionarse si lo que hacía favorecía o no al equilibrio.
El mundo en que transcurre la acción del juego es el resultado de lo anterior. El equilibrio está roto, la Tejedora hila sin parar llenando la tierra con los hombres (llamados los Hijos de la Araña) mientras que el Wyrm destruye sin ton ni son. Los agentes por los que actúa el Wyrm son, entre otros, los siguientes y el jugador puede interpretar a la mayoría de ellos:
- Perdiciones: Espíritus corrompidos al servicio del Wyrm. Son de diferentes tipos y funciones.
- Fomori: Seres vivos (usualmente humanos) poseídos por las Perdiciones. Al ser poseídos, ganan toda clase de poderes del Wyrm, pero invariablemente se condenan de alguna manera, sufriendo cánceres o pareciendo monstruos.
- Pentex: Un conglomerado de empresas dedicado a la destrucción de la Tierra y del alma humana para beneficio del Wyrm. No todos sus empleados conocen estas actividades o su finalidad (propósito).
- Danzantes de la Espiral Negra: Fueron una tribu Garou conocida como los Aulladores Blancos que, en su intento de destruir al Wyrm invadiendo su reino, Malfeas, terminaron condenando su alma y pasándose a su lado como aberraciones de lo que fueron.

### Aliados

#### Los espíritus
Introducción en el mundo de los espíritus 
Entender a los espíritus
Toma aire. Cierra los ojos y exhala poco a poco por la boca. Es muy probable que hay sido la primera vez en todo el día que piensas conscientemente en respirar. Raramente lo hacemos. Ni siquiera podemos ver el aire que inhalamos (al menos si tenemos suerte). Si no sentimos brisas ni vemos humo, puede que ni siquiera reparemos en el aire que nos rodea. SI no contuviésemos la respiración o nos atragantásemos de vez en cuando, podríamos olvidar que moriríamos en cuestión de minutos si no respirásemos. El mundo espiritual es como el aire que respiramos. Los espíritus flotan a nuestro alrededor, pero raramente pensamos en ellos. Violamos sus territorios, atraemos su atención y apreciamos su obra. No obstante, como por lo general no podemos verles ni sentir su presencia, apenas nos damos cuenta de la misma. Como casi nunca estamos sin compañía espiritual, no nos damos cuenta de lo cruciales que son los espíritus para la continuidad de nuestra existencia. Sin nuestros lazos con el mundo espiritual, moriríamos con tanta seguridad como si no respirásemos. La única diferencia sería que nuestro cuerpo físico no moriría. Sufriríamos una muerte espiritual. 
Los espíritus deben estar muy presentes para que reparemos en ellos, si caminas por un cementerio sentirás o bien paz o bien desesperación, eso es debido a los espíritus de la Umbra oscura que embrujan estos lugares. También es posible que notemos su falta, caminar por un laboratorio o una oficina nos hace sentir el fuerte bloqueo del mundo espiritual por parte de la Celosía en ciertos lugares. 
Nuestra naturaleza garou nos vincula a la Umbra, el mundo espiritual. No podemos ni debemos negar nuestras conexiones con la estirpe de Gaia. No se puede sobrevivir apartado de la Umbra. Necesitamos su energía espiritual, su gnosis, para templar nuestra Rabia y dar vida a nuestros dones. Pocos de nosotros podríamos aferrarnos a la cordura, y ninguno experimentaría la realización completa o la felicidad. Nuestras vidas estarían siempre vacías y carentes de significado. 
Al contrario que la respiración, relacionarse con espíritus puede volverse muy complicado. El Apocalipsis tendrá lugar a través de la Teluria. Los acontecimientos en la Umbra pueden ser más importantes al determinar nuestro destino final que los eventos mundanos. Debemos aprender a controlar nuestras propias energías mundanas y proteger así nuestros lazos con la Umbra. Aliarnos a espíritus podría ayudarnos en el futuro. Debemos aprender a derrotar a nuestros enemigos espirituales. No podemos permitirnos ignorar a los espíritus. 
La Umbra
Todos los espíritus residen principalmente en la Umbra, aunque unos pocos duermen en el mundo físico, ocultos en fetiches o atados a lugares. No podemos entender a los espíritus sin entender su mundo. La Umbra coexiste con el mundo físico, pero también se extiende más allá de las fronteras del mundo. Muchos de nosotros, sobre todo los de raza homínido, vemos la umbra como una especie de mundo de fantasía, un lugar que no es tan real como el mundo físico. Desechar esa idea, reforzada por la barrera de la Tejedora entre la Umbra y la Tierra, lleva años. La Umbra es tan real como el mundo físico, y en la Guerra del Apocalipsis, las batallas en la Umbra podrían ser más importantes que las que tendrán lugar a este lado de la Celosía. Para comprender a los espíritus debes ver la tierra como el mundo de fantasía, y la Umbra como la realidad definitiva. Esta es la perspectiva de muchos espíritus. 
Sueño
Los espíritus no son ni humanos ni lobos. No envejecen, no viven y no mueren, experimentan periodos de Sueño y Vigilia. 
Los espíritus pasan gran parte de su existencia en Sueño. Se convierten en algo como la materia espiritual inerte que compone la estructura de la Umbra. Los espíritus activos que se encuentra un viajero son solo una pequeña parte del verdadero número de entidades de la Umbra. 
En el Sueño, las esencias primarias de los espíritus de Gaia se mezclan con Su consciencia. En muchos aspectos, sus cuerpos espirituales quedan inactivos y los verdaderos espíritus vuelven a unirse a Gaia temporalmente. Tras el tiempo pasado como parte de la Celeste, muy parecido a nuestros sueños, los espíritus despiertan renovados y revitalizados. El Sueño es una de las formas más importantes que tienen los espíritus de sustentarse. 
A medida que se acerca el Apocalipsis, un mayor número de espíritus de Gaia se desvanece en el Sueño. Cuando el Wyrm y la Tejedora socavan la fuerza de Gaia, sus hijos animales mueren y los humanos la olvidan, la cantidad del gnosis del mundo disminuye. Sin gnosis para despertarlos, los espíritus de Gaia se convierten en efímera olvidada y sin vida. No se sabe si esto se debe a que Gaia no puede despertar a toda su estirpe o si los espíritus dormidos son calcificados por la Urdimbre o devorados por el Wyrm. 
Sustento espiritual
Los espíritus extraen poder de distintas fuentes. Gaia da energías a sus hijos dormidos. Cuando los garou celebran un rito, los participantes alimentan a los espíritus invocados con la gnosis que gastan. Los lazos con el mundo físico parecen ayudar a los espíritus a mantener su poder. Es posible que necesiten el mundo físico de la misma forma que nosotros necesitamos el espiritual. Los objetos físicos con símbolos espirituales les permiten extraer energías de los seres vivos para reponer las suyas propias. Los espíritus pueden cazar a otros espíritus, consumiéndoles por la gnosis que contienen. Esta supervivencia del más apto parece limitada a ciertos lugares y grupos de estirpe. Los miembros de las estirpes no quieren una guerra que consuma a todos los espíritus de la gran estirpe de Gaia. Una calamidad así solo serviría para atraer más rápido al Apocalipsis. 
Estirpes
Todos los espíritus de Gaia pertenecen a familias llamadas estirpes. Cada estirpe pertenece a la gran estirpe colectiva de los hijos de Gaia. Por tanto, todos los espíritus de Gaia están emparentados. Se ven como parientes, de forma muy parecida a la Nación Garou. Sabemos que somos un pueblo, pero eso no impide que luchemos entre razas, tribus o manadas. 
Muchos espíritus reconocen solo la estirpe que los vincula a uno de los Incarna. Cada Incarna mantiene grandes cantidades de espíritus, y todos ellos celebran reuniones en tiempos de apuro. La estirpe de un Incarna es como una tribu Garou. 
Los Yaglinos son los espíritus por debajo de los Incarna en las estirpes. Cada Yaglino tendrá a varios Gaflinos a su servicio. Los lazos entre unos y otros suelen ser los más fuertes. 
Los Garou deben ser cuidadosos en su trato con los espíritus, teniendo en cuenta los sentimientos de sus compañeros de estirpe. Ofender al miembro de una estirpe puede causar resentimientos entre todo el grupo de espíritus y el Garou. Ser adoptado como miembro de una estirpe es un gran honor, más o menos equivalente a unirse a una manada. 
Naturalezas espirituales
Todo espíritu encarna un aspecto de la creación de Gaia. Los más poderosos, como los Incarna, corresponden a aspectos distintos. Este propósito, o correspondencia espiritual, tiñe la mayoría de los actos del espíritu. Un espíritu puede ignorar su propósito más de lo que tu puedes olvidarte de respirar. Es posible, pero poco saludable. 
Aunque los espíritus tienen naturalezas básicas determinadas pro la realidad que representan, los individuos tienen sus propias personalidades. También pueden tener distintas habilidades o Hechizos, pues cada uno representa su propio aspecto único de la creación de Gaia. Los rasgos de personalidad de un espíritu pueden parecer familiares, pero un Garou debe mantener la cautela en todo momento. Incluso un espíritu amistoso puede tener escalas de valores que parecen crueles o inhumanas para los criterios de los vivos. 
Nombres
Para estar completamente seguro con un espíritu, el Garou debe conocer su nombre. Un espíritu solo revela su verdadero nombre voluntariamente, pues quien lo sepa tendrá un gran poder sobre él. La mayor parte de los espíritus prefieren dejar de existir antes que revelar su nombre a un enemigo. Si un espíritu da su verdadero nombre a un Garou, este puede contar con un amigo de absoluta confianza. Los nombres comunes de los espíritus no son nunca los verdaderos. 
Un espíritu no podrá resistirse a los ritos o dones que invoquen su verdadero nombre. Los espíritus solo dicen su nombre como muestra de absoluta confianza o como pago de una deuda, y esperan que el nombre siga en secreto. Un Garou que abuse del nombre de un espíritu se ganara la enemistad del mismo. Los espíritus más grandes tienen más de un nombre, y hace falta conocerlos todos para poder obligarles a algo sin que se resistan. 
Tabúes
Todos los espíritus tienen tabúes que limitan sus capacidades. Algunos son más restrictivos que otros, y casi todos tienen algún propósito en el plan de Gaia. Impiden que los espíritus más poderosos corran sin control alguno y provoquen problemas entre las distintas familias. Los tabúes también parecen estar conectados con los propósitos de un espíritu. El tabú de cada espíritu puede ser ligeramente distinto al de los demás miembros de su clase. 
Pactos espirituales
Un pacto es un lazo entre un Garou y uno de los espíritus de Gaia. Son en parte un contrato profesional y en parte amistad. Cuanto más fuerte es el pacto más se benefician ambas partes. 
Al desarrollar un lazo con un espíritu, el Garou debe cuidar de abordar al espíritu adecuado. Algunos Garou más jóvenes se lanzan por su cuenta a conseguir aliados espirituales, con escasos conocimientos al respecto. Este método es una de las principales causas de mortalidad entre los Theurge de rango uno o cliath. Para lanzarse a realizar tareas de este tipo, es mejor consultar antes con los Ancianos del clan o la tribu. Ellos pueden aconsejar o incluso presentar a algún espíritu que pueda ayudar al Garou. Otra posibilidad es meditar en algún lugar seguro de la umbra, concentrándote en ti mismo. Esta meditación suele llevar al descubrimientos de anamae. Los anamae son amigos-espíritus que tienen fuertes lazos personales con los Garou. Son tus aspectos personales. Algunos ejemplos son las Guías del Corazón (otorgados por Unicornio a cada garou) o las Sombras Lunares (espíritus que cuidan de nosotros por orden de Selene). La mayoría de los Garou ni siquiera sabe de la existencia de estos espíritus. Dedicar un tiempo a cultivar tu relación con un anamae puede repercutir de inmediato en tu beneficio. Un Garou que conoce a su anamae lleva consigo a un espíritu activo que puede darle consejos, avisos e instrucciones, e incluso puede luchar por él. 
Una vez que hayas encontrado un espíritu, muéstrale el respeto apropiado. Si no estas muy familiarizado con el Chiminaje, pregúntale al espíritu que desea, y se honesto. Mentir a un espíritu siempre es peligroso, aun cuando debe hacerse. Revela lo menos posible de ti o de tus aliados en el primer encuentro. Si un espíritu siente desagrado por ti, evita tratar con él en el futuro. Hay montones de espíritus en el Umbra, no malgastes tu tiempo con los difíciles a menos que les necesites o que tengas algo valioso que ofrecer. 
Pactos personales
Un pacto personal implica solo a dos seres: tu y un espíritu. En principio, es la forma más sencilla de pacto, aunque en la práctica puede resultar algo complejo. Esta relación funciona mejor cuando se convierte en un profundo respeto y aprecio mutuo desarrollado a lo largo de años de confianza: en otras palabras cuando cruza la línea de la auténtica amistad. En tal caso es posible que el espíritu revele su verdadero nombre al Garou. Es algo improbable... pero merece la pena. 
Un pacto personal no es algo fácil de conseguir. En muchos casos esta relación funciona como un matrimonio. Tienes que sacrificar tu tiempo y energías y atreverte a ser honesto y vulnerable. El pacto exige esfuerzo. Si lo rompes corres el riesgo de enemistarte con el espíritu en cuestión. Si la relación va mal, el espíritu puede iniciar la ruptura. Si un pacto personal empieza a deteriorarse, el Garou debe actuar de la forma más honesta posible, intentando hacer todo lo necesario para asegurarse de que acaba en buenos términos. Tener como enemigo a un antiguo espíritu aliado puede ser una pesadilla 
Chiminaje
El Chiminaje significa que a cambio de que se atienda una petición, honraras al espíritu que te ayuda. Como los garou más tradicionales los espíritus esperan que los garou les presten chiminaje a cambio de cualquier servicio. Si no estas preparado para pagar el precio de una petición, tampoco estas para hacerla. Comprender cómo funciona el chiminaje es esencial para desarrollar una relación con un espíritu. 
Ante todo, el chiminaje es una muestra de respeto y cortesía. Un garou que no ofrezca el chiminaje a un espíritu comente una violación de a etiqueta demostrando al espíritu que considera que su ayuda carece de valor. En el mejor de los casos el espíritu ignorara la petición. En el peor puede sentirse insultado y atacar al garou o a la manada. 
El chiminaje puede servir como medio de redención. En tal caso, el garou se ofrecer a honrar la petición de un espíritu como forma de reparar un insulto o crimen que hayan cometido. Para los garou que han violado un túmulo o roto con su manada, este tipo de chiminaje puede evitar resoluciones más desfavorables. También se puede emplear el chiminaje para conseguir poder. Puede hacerse una ofrenda para mejorar la posición de un garou ante un espíritu, o para vigorizar a un espíritu amistoso. Algunos garou satisfacen las peticiones de espíritus para asegurarse que estos les deban favores. Algunos espíritus tiene también el objetivo de enseñar, dando a su peticionarios garou experiencia en su elección de chiminaje. Tener aliados poderosos te hace más poderoso. Con cualquier tipo de chiminaje las deudas deben ser pagadas con algo de igual o mayor valor.

#### Fera: Los otros Cambiaformas
Los Garou llaman a todas las razas de Cambiaformas "No Garou" bajo el nombre de Fera, los cuales se consideran algunos extintos (como los Camazots, hombres murciélago de América del Sur), otros simplemente menguados desde la Guerra de la Rabia. Entre ellos se incluyen:
- Ajaba: Hombres Hiena. Hace mucho tiempo, Gaia vio que ningún lobo se decidía a vivir en África, de modo que creó a los Ajaba para que fueran guerreros de la tierra. Estos hombres-hiena podrían cumplir la misma función que los Garou, pero eran más similares a los felinos, así que podrían trabajar con los Bastet. A pesar de todo, no funcionó. Los Garou, tras descubrir a los Ajaba (así como a los otros Fera), exterminaron a los otros cambiaformas sin ningún reparo. A mediados de la década de 1980, los Simba intentaron aniquilar por completo a las hienas. Los generalmente incomprendidos Ajaba, se consideran a menudo extintos o al borde de la extinción a causa de estas guerras, pero el pueblo hiena está bien vivo y coleando. Estos Fera sociales viven en grandes clanes; su sociedad es estrictamente matriarcal, de modo que las mujeres Ajaba son generalmente más agresivas y atrevidas que los hombres Ajaba. Sus cinco formas son similares a las de otros cambiaformas mamíferos: Homínido (humano), Anthros (casi humano), Crinos (hombre-hiena), Crocas (hiena huargo) y Hyaenid (hiena).

- Ananasi: Hombres Araña. Su nombre deriva del dios embaucador del oeste africano, Anansi. Nietos de la Tejedora e hijos de Ananasa, esta raza de cambiaformas fue corrompida y coaccionada (mediante el encarcelamiento de su Reina, Ananasa) por el Wyrm para que le sirviese, durante un tiempo considerable. A pesar de que Ananasa fue liberada finalmente y muchos Ananasi renunciaron al Wyrm, la Tejedora no perdonó su falta de lealtad. Los Ananasi se diferencian de otras Razas Cambiantes en que no tienen Rabia, sino que usan sangre para activar muchos de sus dones. Los Ananasi son capaces de adquirir un número de características similares a las de las arañas, como múltiples ojos, múltiples miembros, veneno, telarañas, así como ciertas habilidades psíquicas. Además, son la única Raza Cambiante cuya forma animal no es un único animal, en su lugar tienen la forma "Crawlering", que es un enjambre de arañas. Sus otras dos formas son Lilian y Pithus, un hombre-araña y una araña gigante, respectivamente.

- Apis: Hombres Búfalo (extintos). El último Apis conocido fue el Minotauro de Cnossos. Recibieron su nombre por el dios Apis de la mitología egipcia. El tótem de los Apis era el uro, o buey salvaje, que se parecía tanto a la res actual como los lobos se asemejan a los perros. Eran Fera diurnos a cargo del cultivo y la agricultura. También se les conocía como los "Casamenteros de Gaia", cuyo trabajo incluía el enseñar a los humanos a respetar la naturaleza. La desaparición de los uros no está relacionada con la de los Apis, que fueron conducidos a la extinción por los Garou durante las Guerras de la Rabia, muncho antes de que los uros comenzaran a menguar.

- Bastet: Hombres Felino, llamados Bastet por la diosa egipcia Bastet. Servidores de Gaia, su sociedad se divide en tribus, pero estas divisiones se deben únicamente a líneas hereditarias, y no están influidas por los auspicios. Solitarios por naturaleza, como norma no forman manadas. En las raras, y extremas, ocasiones en las que dos o más trabajan juntos, la individualidad de cada miembro se respeta dentro del grupo. Al ser muy reservados, muchos de los Bastet no son orgullosos guerreros, sino meros protectores de su territorio. Las Nueve Tribus de los Bastet se han reducido ahora a ocho, con una de sus tribus aparentemente extinta. Son:
  - Bagheera: Leopardos, esta tribu es sabia y de temperamento ecuánime. Protegen India y África.
  - Balam: Jaguares, esta tribu es salvajemente violenta. Protegen América Central y América del Sur.
  - Bubasti: Felinos Sagrados del Antiguo Egipto, esta tribu es la más reservada y la más poderosa mágicamente. Su parentela animal, una especie de felino llamada "kyphur", está aparentemente extinta. Cómo sobreviven sin su parentela animal es un secreto muy bien guardado.
  - Ceilican: Leones Blancos de las Hadas, se piensa generalmente que esta tribu está extinta. A pesar de todo, entre los Bastet, algunos creen, y rumorean, que todavía existen.
  - Khan: Tigres, esta tribu es la más poderosa físicamente. Protegen India y el este de Asia. Muchos Bastet prefieren pensar en los Khan como sus líderes, en vez de los Simba.
  - Khara: Felinos Dientes de Sable, esta tribu lleva extinta desde hace muchos siglos, si es que alguna vez llegó a existir en primer lugar. De acuerdo con la sabiduría Bastet, los Khara fueron los padres de toda la línea Bastet, pero esta no es una verdad comprobada.
  - Pumonca: Pumas, esta tribu es muy adaptable. Protegen América del Sur, y el suroeste de los Estados Unidos.
  - Qualmi: Linces, esta tribu tiene una fuerte comprensión de la magia práctica y los juegos de adivinanzas. Protegen el norte de Estados Unidos y Canadá.
  - Simba: Leones, esta tribu se considera a sí misma como la realeza de las Nueve Tribus. Protegen el suroeste de África. La mayoría de los Bastet moriría antes que reconocer a los Simba como sus reyes. A diferencia de otros Bastet, habitualmente trabajan juntos, en manadas.
  - Swara: Guepardos, esta tribu es la que más se inclina a la espiritualidad de los Bastet. Viven principalmente en África central. Están frecuentemente en guerra con los Simba.

- Camazots: Hombres Murciélago (extintos). Muy poco se sabe de los Camazots, siendo una de las Razas Cambiantes que han sido exterminadas a lo largo de la historia de los cambiaformas de Gaia. Llamados la “Voz de la Luna”, eran hombres-murciélagos que cumplían la función de mensajeros, espías, y viajeros de la Umbra. En el Libro revisado de los Señores de la Sombra se revela la existencia de un grupo clandestino de Señores de la Sombra que operan en las afueras de México y el suroeste americano, que han adoptado el una vez vergonzante Murciélago como su tótem de manada. También se rumoreaba que estarían implicados en el retorno de los Camazots antes del Apocalipsis.

- Corax: Hombres Cuervo. Los Corax están entre los menos poderosos físicamente dentro de las Razas Cambiantes. A pesar de esto, solventan su falta de fuerza bruta con experiencia, secretos, astucia y artimañas. Al contrario que muchos moradores del Mundo de Tinieblas, los Corax han demostrado una notable resistencia a las corrupciones del Wyrm, las maquinaciones de la Tejedora y la locura del Caos, y trabajan responsablemente para proteger a Gaia. No tienen tribus ni auspicios, aunque forman laxos grupos unidos por un propósito común. En Asia vive un grupo de Corax llamado Tengu.

- Grondr: Hombres Jabalí (extintos). Entre las Razas Cambiantes, fueron señalados para ser los Reparadores de Gaia. Su función era desenterrar las impurezas de la tierra antes de que se convirtieran en problemas serios.

- Gurahl: Hombres Oso, su obligación consiste en ser sanadores, tanto de la tierra corrupta o dañada como de las criaturas heridas, en cuerpo y en espíritu. Están ligados a Gaia hasta un punto no experimentado por ninguna de las otras Razas Cambiantes.

- Kitsune (hengeyokai): Hombres Zorro. Los Kitsune son seres individualistas conducidos por una insaciable curiosidad. Mientras los Bastet atesoran antiguos secretos y los Corax recolectan secretos de una naturaleza mucho más moderna, los Kitsune sienten especial curiosidad por la magia en todas sus variadas formas. Su sociedad está dividida en cuatro caminos o escuelas de pensamiento, relacionadas con líneas elementales, que corresponden grosso modo con los auspicios de otras Razas Cambiantes en sus funciones. A diferencia de la mayoría de las divisiones elementales, los caminos de los Kitsune no se refieren a los clásicos cuatro elementos, sino a sus combinaciones. Son:
  - Doshi: El Camino del Relámpago (Aire y Fuego). Estos Kitsune se centran esencialmente en la magia y el mundo spiritual.
  - Eji: El Camino de la Lava (Tierra y Fuego). Estos Kitsune son guerreros y caballeros.
  - Gukutsushi: El Camino de la Niebla (Aire y Agua). Estos Kitsune son maestros de la illusion, la mente y los sueños.
  - Kataribe: El Camino de la Arcilla (Tierra y Agua). Estos Kitsune son cuentacuentos y guardians de las tradiciones.

- Mokolé: Hombres Lagarto. Los Mokolé son, en principio, hombres-caimán, hombres-cocodrilo y hombres-varano, aunque la clasificación más amplia de hombres-lagarto quizá sea más apropiada. Son la segunda Raza Cambiante en antigüedad, y están dirigidos por una intensa memoria racial de sus ancestros, los Reyes Dinosaurios. Mediante la práctica de la Mnesis, los Mololé son capaces de conectar directamente con esta memoria ancestral, recordando sucesos que abarcan desde el pasado reciente hasta hace millones de años. Su memoria ancestral también es el origen de una intensa búsqueda onírica para alcanzar la madurez, que determina su “verdadera forma”. No hay niños Metis entre los Mokolé, ya que mueren antes de nacer, y se convierten en fantasmas malévolos conocidos como los Inocentes. La única línea Mokolé que no tiene problemas con los Niños Fantasma son los Gumagan. La razón de que no tengan conflictos con los Inocentes es que la madre cocina y se come al niño muerto, reabsorbiendo así su espíritu de vuelta a su interior.

- Nagah: Hombres Serpiente (extintos en teoría), tienen su origen en India. La mayoría de las Razas Cambiantes piensan que están extintos, aunque los Mokolé y los Hengeyokai están al tanto de su existencia. Los Nagah sirven como los Jueces de Gaia, cumpliendo el papel de silenciosos y ocultos jueces y ejecutores de las Razas Cambiantes. Juzgan a los otros cambiaformas según los códigos que cada raza establece para sí misma. Cuando necesitan emplear la fuerza, golpean desde la oscuridad usando su sobrenaturalmente potente veneno neurotóxico (disponible en todas sus formas excepto en Balaram, y en la forma Balaram con el Don apropiado). Los Nagah nunca cazan solos, ya que de acuerdo con sus tradiciones, ellos fueron los responsables de la Guerra de la Rabia, cuando Vinata fue corrompido por el Wyrm.

- Nuwisha: Hombres Coyote. De todas las Razas Cambiantes, los Nuwisha son los que tienen el vínculo más fuerte con la Umbra. Son embaucadores, alborotadores y bufones. Aunque una vez fueron leales a la Luna del mismo modo que los Garou, aparentemente perpetraron una broma contra ella tan reprobable que ella les dio la espalda por completo. Así, todos los Nuwisha representan el epítome del auspicio Ragabash, no teniendo nada de Rabia. Los Nuwisha no tienen Metis, aunque se desconoce si esto se debe a su genética o al hecho de que la naturaleza errabunda de los Nuwisha hace improbable que dos de ellos estén juntos suficiente tiempo como para producir un Metis. Su naturaleza bromista encuentra quizá su mejor ejemplo en el fragmento de su letanía más citado por los jugadores “BÚRLATE siempre del Wyrm”.

- Ratkin: Hombres Rata. Los Ratkin fueron una vez los encargados de “pastorear” las masas urbanas de la humanidad, disminuyendo selectiva y silenciosamente su número al comerse sus cosechas y difundir enfermedades. Su papel les fue arrebatado durante el Impergium y las Guerras de la Rabia, un golpe del que nunca se han terminado de reponer. A pesar de todo, con el comienzo de la descontrolada expansión de las ciudades y la explosión demográfica, los Ratkin están otra vez medrando. Los más brutales y despiadados de los hijos de Gaia, los Ratkin son pragmáticos (un efecto secundario de vivir casi por completo en y bajo las ciudades); aunque han hecho las paces con los Garou, aún desconfían enormemente de ellos, y en general trabajan aislados del resto de cambiaformas.

- Rokea: Hombres Tiburón. Los Rokea son los señores incontestables bajo las olas. Tienen muy poca Parentela entre los humanos, y viven mayoritariamente entre sus parientes bestiales (un reverso de la situación de los Hakken). Los Rokea Homínidos (aquellos nacidos de un Kudago –Parentela- y un Rokea) son escasos y aquellos que deciden “Surcar el No-Mar” son cazados sin piedad por su raza, lo que se ha convertido en un rito de iniciación de los Rokea nacidos de tiburón. Como resultado, la suya es la más simple y brutal de las sociedades de las Razas Cambiantes. Los Rokea lo ven todo en relación con el Mar, su equivalente a Gaia, que les ha ordenado únicamente sobrevivir, y han tenido poco o ningún contacto con el No Mar (la tierra emergida) hasta hace poco tiempo. Los Rokea no tienen edad, dejan de envejecer cuando atraviesan el primer cambio. Los Rokea tienen tres auspicios (aunque sólo los Homínidos emplean este término), basados en su compleja interpretación del ciclo solar y lunar en Sobre-el-Mar (el cielo). Apenas intervinieron en la Guerra de la Rabia, pero son extremadamente desconfiados con todo aquello relacionado con el No-Mar, de modo que tienen pobres relaciones con los Garou y la mayoría de los otros Fera (excepto algunos Mokolé).

También los Garou pueden encontrar aliados entre algunas hadas, magos y otros seres.

## Sistema de juego
Hombre lobo: El Apocalipsis utiliza el sistema de juego original de White Wolf, el así llamado Sistema Narrativo.

## Ediciones y adaptaciones

### Ediciones
- Werewolf: The Apocalypse: la primera edición, publicada por primera vez en 1992.

- Werewolf: The Apocalypse: la segunda edición, publicada en 1994.

- Werewolf: The Apocalypse Revised Edition: una edición revisada, publicada en 2000.

- Werewolf: The Wild West: un juego de rol independiente de las ediciones anteriores, publicado en 1997. La temática y el sistema de juego son los mismos, pero se sitúa en el Viejo Oeste del siglo XIX.

- Werewolf: The Forsaken:[3] un juego de rol independiente de las ediciones anteriores, ambientado en la misma época y temática que el juego de 1992, pero en el llamado «Segundo Mundo de Tinieblas».

### Adaptaciones
- Rage, un juego de cartas de colección basado en la serie de juegos de rol, fue publicada en 1995 por White Wolf.

- Werewolf: The Apocalypse - Heart of Gaia, un videojuego de aventuras para PC desarrollado por DreamForge Intertainment y ASG Games, pero las empresas quebraron antes de que el proyecto terminara.[4]

- Werewolf: The Apocalypse, un videojuego de PlayStation y Sega Saturn de Capcom, fue anunciado[5][6] pero terminó siendo cancelado.[7]

- Werewolf: The Apocalypse - Heart of the Forest, un videojuego de rol y novela visual desarrollado por Different Tales, se lanzó el 13 de octubre de 2020.[8]

- Werewolf: The Apocalypse - Earthblood, un videojuego de rol de acción en tercera persona, fue desarrollado por Cyanide[9][10] y lanzado el 4 de febrero de 2021 para Microsoft Windows, PlayStation 4, PlayStation 5, Xbox One y Xbox Series X|S.

## Traducciones al español (La Factoría de Ideas)
- La primera edición del juego publicada en 1992 nunca ha sido traducida al español por lo que permanece inédita.
- La segunda edición estadounidense de Hombre lobo: El Apocalipsis fue traducida y publicada por primera vez en lengua española por la editorial madrileña La Factoría de Ideas en noviembre de 1995.[11]
- En marzo de 1998 la misma editorial tradujo y publicó la edición ambientada en el oeste, con el título Hombre lobo: Salvaje Oeste.[12]
- La edición revisada fue traducida y publicada a su vez, también por La Factoría de Ideas, en julio de 2001 y conservando el mismo título: Hombre lobo: el apocalipsis.[13]
- La Factoría de Ideas tradujo y publicó Werewolf: The Forsaken en diciembre de 2005 con el título Hombre lobo: el exilio[14] después de abandonar el título que había elegido inicialmente: Hombre lobo: La Maldición.[15]